# Wagner Seahawks

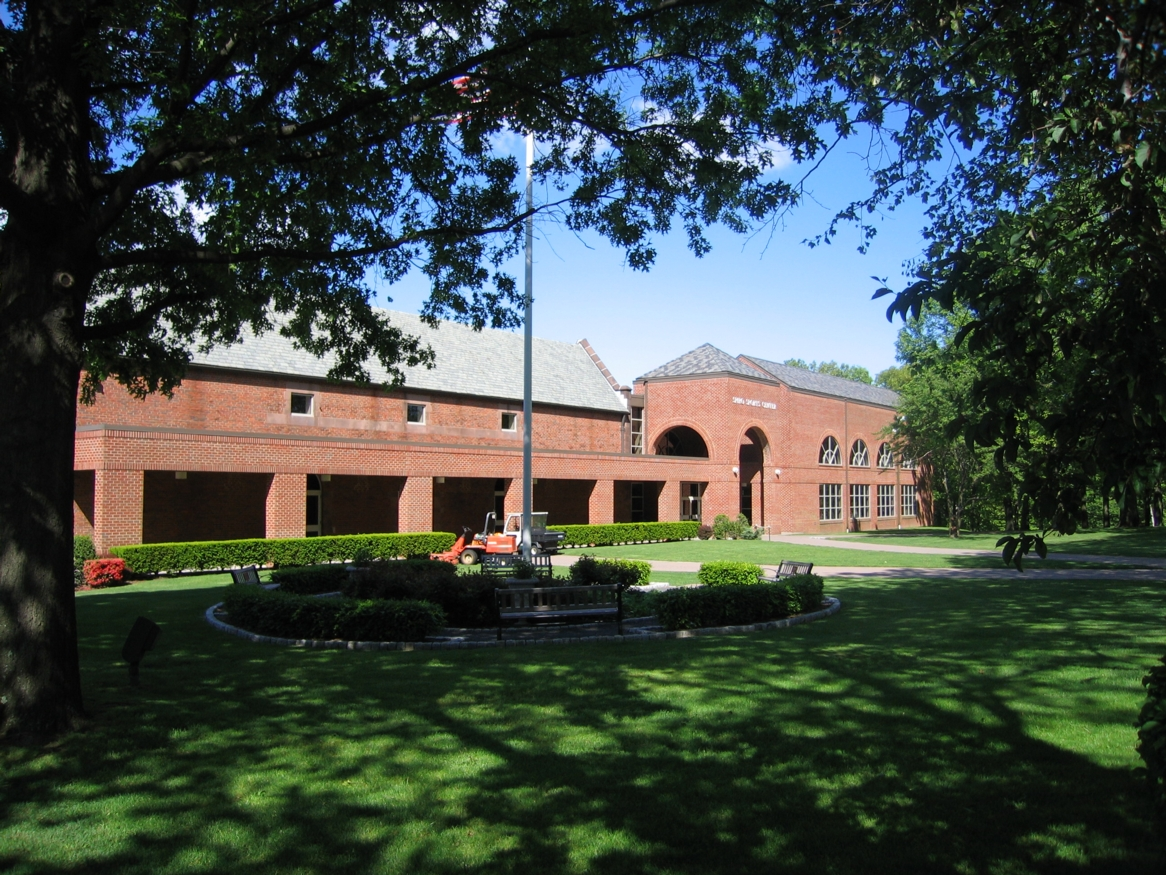
Spiro Sports Center.

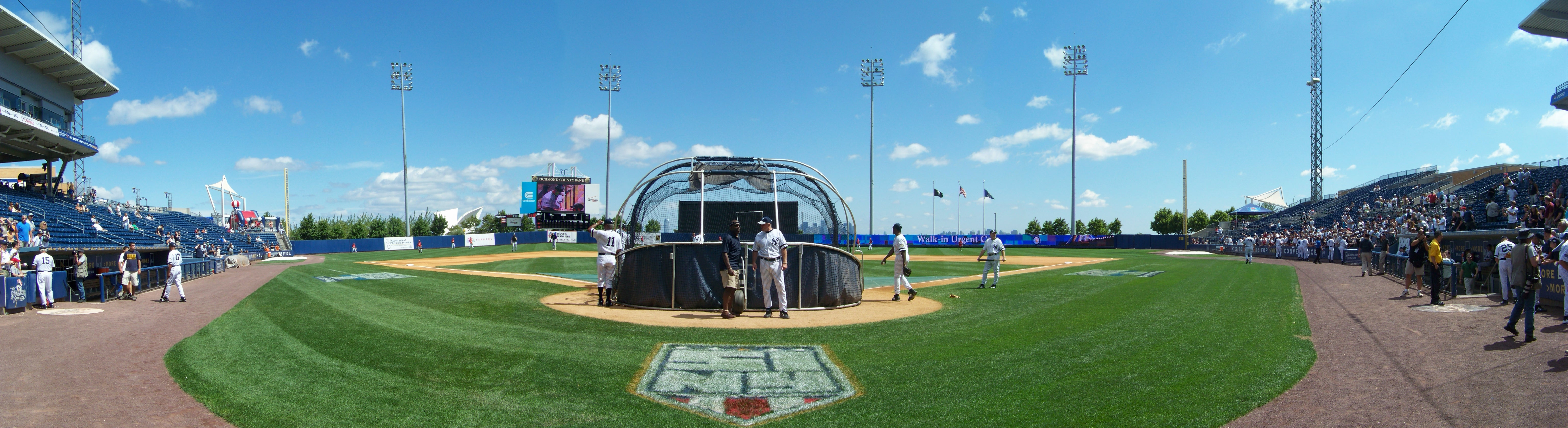
Richmond County Bank Ballpark.

Wagner College Seahawks (español: las Águilas pescadoras del Colegio Wagner) es el nombre de los equipos deportivos del Wagner College, situada en Staten Island, Nueva York. Los equipos de los Seahawks participan en las competiciones universitarias organizadas por la NCAA, y forman parte de la Northeast Conference, excepto en waterpolo, que pertenecen a la Metro Atlantic Athletic Conference.

## Programa deportivo
Los Seahawks compiten en 8 deportes masculinos y en 10 femeninos:
| - Masculino - Baloncesto - Béisbol - Lacrosse - Fútbol americano - Golf - Atletismo - Cross - Tenis | - Femenino - Cross - Waterpolo - Baloncesto - Softball - Atletismo - Fútbol - Lacrosse - Golf - Tenis - Natación |

## Instalaciones deportivas
- Spiro Sports Center es el pabellón donde disputan sus partidos los equipos de baloncesto. Fue inaugurado en 1999 y tiene una capacidad para 2.100 espectadores.[1]
- Wagner College Stadium, es el estadio donde disputa sus encuentros el equipo de fútbol americano. Fue inaugurado en 1997 y tiene una capacidad para 3.300 espectadores.[2]